# 브라이언 콕스 (물리학자)

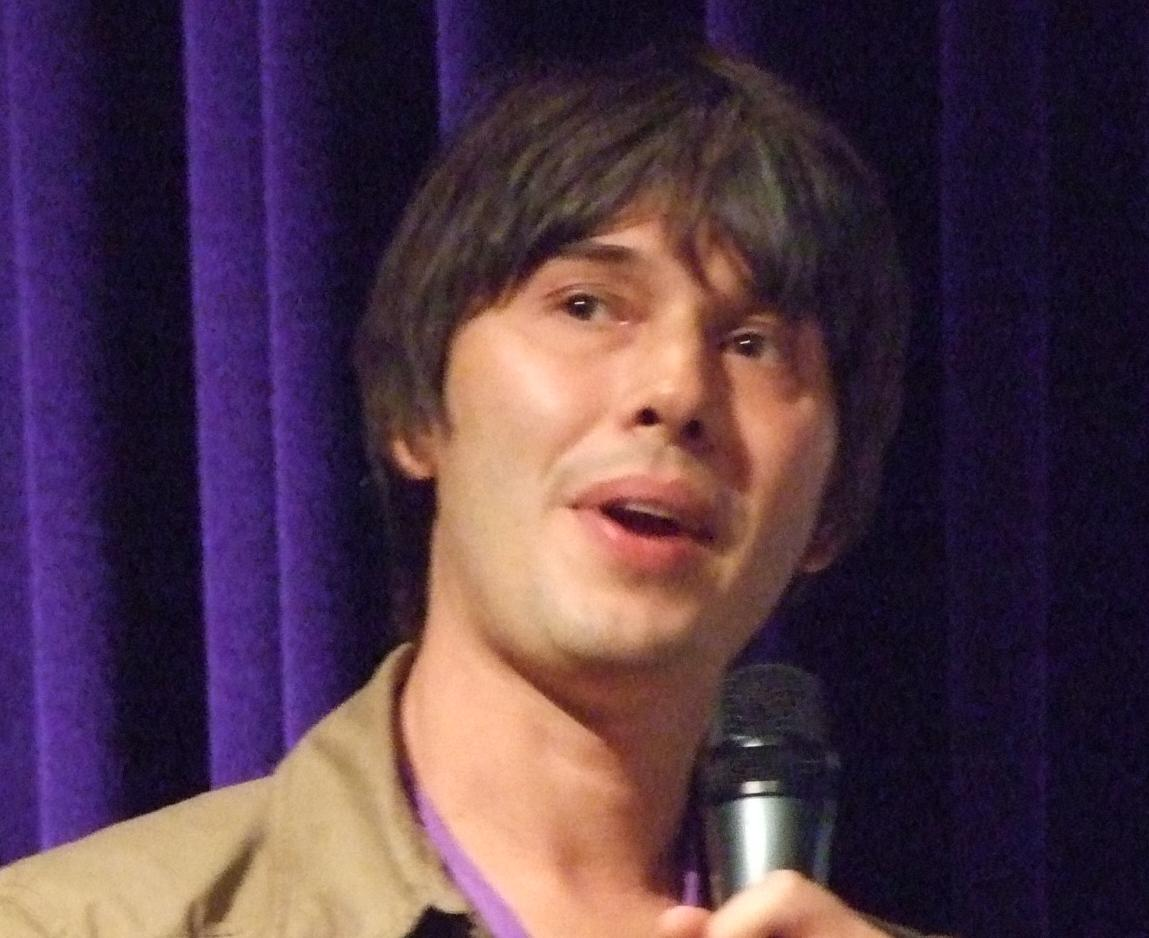
브라이언 콕스 (2009년 사진)

브라이언 에드워드 콕스(영어: Brian Edward Cox, 1968년 3월 3일 ~ )는 잉글랜드의 물리학자이다.